# 新大阪センイシティー
新大阪センイシティー（しんおおさかセンイシティー）は、大阪府大阪市淀川区西宮原にある繊維卸問屋街を中心とした3館編成の複合商業施設、および施設を運営する協同組合である。施設の愛称は「ゆめっせ」。

## 沿革
大阪駅前の再開発に伴って、同駅南側にあった繊維問屋街が新大阪駅（1964年（昭和39年）開業）の北側の現在地に移転することになり、総工費約110億円をかけて3館（延べ床面積約13.9万m2）を建設し、繊維問屋や関連店舗をはじめとした350社が入居した。また上層階にはホテルや展示場も設けられていた。
当初は町の洋品店の仕入れ先として重宝し賑わいを見せ、夏場にはアサガオ市を行うなど親しまれたが、メーカーと直接取引する量販店が主流となり、製造小売業による直販にも押されテナントは次第に閉店していった。
このためまず2006年に3号館を閉鎖し建て替え、ホームセンターなど繊維問屋とは無関係のテナントが入居することになった。
残る1・2号館も2012年3月に建替えのため休館し、2013年11月にリニューアルオープンした。なお、一部の店舗は北側にある新大阪繊維問屋街や中央区の船場センタービルなどで仮営業を行っていた。
2号館の跡地に4階建てと2階建ての2つのビルを建設し、4階建ての方にセンイシティーが入居して営業再開した。しかしながら前述の事情から建て替えの際に撤退・廃業した問屋もあり、新しいビルに入居したのは開業当初の1/10にすら満たない30社に留まった。

### 年表
- 1964年（昭和39年）7月21日 - 協同組合設立。
- 1969年（昭和44年）9月1日 - 開業
- 1994年（平成6年） - 開業25周年を機に、施設の愛称を「ゆめっせ」とした[1][4]。
- 2011年（平成23年）12月30日 - 「ゆめっせカード」廃止[5]
- 2012年（平成24年）3月31日 - 建て替えのため1・2号館を閉館[5]。
- 2013年（平成25年）11月8日 - リニューアルオープン。

## テナント
- 繊維卸問屋（約30店、一部店舗では小売りも行う）
- ライフコーポレーション本社、西宮原店
- コーナン本社、新大阪センイシティー店（2007年3月に3号館1階に入居、本社は2020年に移転[6]）
- ジョーシン新大阪店（2007年3月に3号館2階に入居）
- スポーツデポ新大阪店（2007年3月に3号館2階に入居）
- ダイソーホームセンターコーナン新大阪センイシティー店（2018年8月に3号館地下1階に入居）
- シャトレーゼ新大阪センイシティー店（2024年9月に3号館1階に入居）

## アクセス
- JR京都線（東海道本線）/おおさか東線/東海道新幹線/山陽新幹線/Osaka Metro御堂筋線・新大阪駅より徒歩約10分。